# Wilkes 400 1967
Wilkes 400 1967 var ett stockcarlopp ingående i Nascar Grand National Series (nuvarande Nascar Cup Series) som kördes 1 oktober 1967 på den 0,625 mile (1005,84 meter) långa ovalbanan North Wilkesboro Speedway i North Wilkesboro, North Carolina. Totalt avverkades 250 miles (402,336 km) fördelat på 400 varv. Banunderlaget var asfalt. Loppet vanns av Richard Petty i en Plymouth på tiden 2:38.10 körande för Petty Enterprises. Pettys snitthastighet uppgick till 94,837 mph. Han var vid målgång ensam förare på ledarvarvet, två varv före tvåan Dick Hutcherson. Det var Pettys 75:e vinst av totalt 200 i karriären. Prispotten uppgick till 18 100 dollar, varav 4 725 dollar gick till segraren.

## Resultat
| Plc     | Nr | Förare           | Team/ bilägare              | Konstruktör | Start | Varv | Ledda varv |
| ------- | -- | ---------------- | --------------------------- | ----------- | ----- | ---- | ---------- |
| 1       | 43 | Richard Petty    | Petty Enterprises           | Plymouth    | 5     | 400  | 256        |
| 2       | 29 | Dick Hutcherson  | Bondy Long                  | Ford        | 1     | 398  | 20         |
| 3       | 26 | LeeRoy Yarbrough | Junior Johnson & Associates | Ford        | 2     | 398  | 0          |
| 4       | 2  | Bobby Allison    | J.D. Bracken                | Chevrolet   | 7     | 398  | 96         |
| 5       | 14 | Jim Paschal      | Tom Friedkin                | Plymouth    | 3     | 398  | 9          |
| 6       | 74 | Tom Pistone      | Turkey Minton               | Chevrolet   | 12    | 389  | 0          |
| 7       | 06 | Cale Yarborough  | Neil Castles                | Dodge       | 21    | 386  | 0          |
| 8       | 1  | Swede Savage     | Holman Moody                | Ford        | 15    | 386  | 0          |
| 9       | 4  | John Sears       | DeWitt Racing               | Ford        | 16    | 372  | 0          |
| 10      | 63 | Melvin Bradley   | Bob Adams                   | Ford        | 28    | 370  | 0          |
| 11      | 34 | Wendell Scott    | Scott Racing                | Ford        | 29    | 369  | 0          |
| 12      | 02 | Bob Cooper       | Bob Cooper                  | Chevrolet   | 24    | 369  | 0          |
| 13      | 45 | Bill Seifert     | Seifert Racing              | Ford        | 27    | 368  | 0          |
| 14      | 0  | Eddie Yarboro    | A.C. Rakestraw              | Dodge       | 30    | 362  | 0          |
| 15      | 38 | Wayne Smith      | Archie Smith                | Chevrolet   | 33    | 356  | 0          |
| 16      | 88 | Doug Cooper      | Buck Baker Racing           | Oldsmobile  | 23    | 328  | 0          |
| 17      | 11 | J.T. Putney      | J.T. Putney                 | Chevrolet   | 22    | 300  | 0          |
| 18      | 48 | James Hylton     | Bud Hartje                  | Ford        | 9     | 236  | 0          |
| 19      | 49 | G.C. Spencer     | GC Spencer Racing           | Plymouth    | 13    | 235  | 0          |
| 20      | 9  | Earl Brooks      | Truett Rodgers              | Chevrolet   | 16    | 215  | 0          |
| 21      | 99 | Paul Goldsmith   | Nichels Engineering         | Plymouth    | 6     | 173  | 19         |
| 22      | 20 | Clyde Lynn       | Negre Racing                | Ford        | 25    | 144  | 0          |
| 23      | 64 | Elmo Langley     | Langley-Woodfield Racing    | Ford        | 17    | 120  | 0          |
| 24      | 9  | Buddy Baker      | Owens Racing                | Dodge       | 10    | 114  | 0          |
| 25      | 97 | Henley Gray      | Gray Racing                 | Ford        | 31    | 107  | 0          |
| 26      | 81 | Jack Ingram      | Tommy Ingram                | Chevrolet   | 14    | 86   | 0          |
| 27      | 97 | Jabe Thomas      | Robertson Racing            | Ford        | 26    | 83   | 0          |
| 28      | 94 | Don Biederman    | Ron Stotten                 | Chevrolet   | 34    | 71   | 0          |
| 29      | 07 | George Davis     | George Davis                | Chevrolet   | 60    | 57   | 0          |
| 30      | 92 | Bobby Wawak      | Wawak Racing                | Plymouth    | 18    | 37   | 0          |
| 31      | 40 | Jerry Grant      | Tom Friedkin                | Plymouth    | 8     | 36   | 0          |
| 32      | 8  | Ed Negre         | Negre Racing                | Ford        | 32    | 36   | 0          |
| 33      | 53 | Bud Moore        | King Enterprises            | Dodge       | 11    | 28   | 0          |
| 34      | 17 | David Pearson    | Holman Moody                | Ford        | 4     | 17   | 0          |
| 35      | 75 | Frog Fagan       | Bob Gilreath                | Ford        | 35    | 16   | 0          |
| Källor: |    |                  |                             |             |       |      |            |